# Нехалкедонське християнство
Нехалкедоніти (дохалкедоніти, антихалкедоніти ) — прихильники Давньосхідних (Орієнтальних) церков, поява яких пов'язана з неприйняттям ними підсумків Халкедонського собору та христологічними суперечками V століття. В даний час до нехалкідонітів відносяться представники Ефіопської, Коптської, Сирійської, Вірменської апостольської, Кілікійського католікосату Вірменської, Еритрейської та Маланкарської церков. Чисельність прихильників нехалкідонських церков у світі оцінюється в 60 мільйонів осіб.

## Термінологія
У сучасних екуменічних колах термін «монофізіти» (μονοφυσίτης) (часто використовуваний для позначення представників нехалкідонських церков) вважається образливим і неточним і замість нього також вживається слово «міафізити» (μια - φυσίτης), оскільки давньосхідні церкви не сприйняли вчення Євтихія. Прихильники діалогу з нехалкідонітами віддають перевагу терміну «міафізити», зокрема Александрійська православна церква в 2006 році висловилася проти використання терміна «монофізити» щодо Коптської церкви. Ряд сучасних дослідників застосовує термін "монофізитство" виключно для позначення крайнього вчення Євтихія, що відкидав людську природу Христа. Однак у науковій та богословській літературі продовжує відстоюватися думка про коректність найменування нехалкідонітів «монофізитами».
Нехлакідонські богослови стверджують, що термін «монофізити» є полемічним і по суті своєї христології вони є «міафізитами». Маланкарський богослов В. Самуель з питання іменування нехалкедонітів монофізитами писав:
«Протягом V-VII ст. термін „монофізити“ не використовувався, а був пізніше особливо введений халкедонськими церквами з метою полеміки. Проте, торкаючись суперечки про дві чи одну природу, слід зазначити, що різниця між μόνος [один] та μία [єдина] незначна. „Монофізитство“ пропонує розрізняти лише одну природу. Μία φύσις належить до „єдиної природи“. Також необхідно пам'ятати, що у нехалкедонітів було чотири вирази: „з двох природ“, „іпостасна єдність“, „єдина природа Бога-Слова втілена“ та „єдина складна природа“. Насправді термін „монофізит“ був придуманий шляхом відриву фрази „єдина природа Бога-Слова втілена“ від решти й заміни в ній слова „μία“ на „μόνος“ — те, з чим нехалкедонська православна церква була зовсім не згодна».
Церковний історик Є. Заболотний у своєму дослідженні зазначає, що незважаючи на полемічний та ангажований характер терміна «монофізити», термін «міафізити» взагалі не зустрічається в джерелах періоду христологічних суперечок і є некоректним з погляду грецького словотвору. З огляду на це Є. Заболотний зазначає, що найбільш коректним найменуванням для «різнорідних нехалкедонітських напрямів» є термін «антихалкедоніти». У ході розвитку екуменічних контактів, у рамках богословських діалогів представників нехалкідонітських церковних структур також називають «дохалкедонськими церквами», «східними православними» або «орієнтальними церквами». Нехакідоніти сирійської традиції називаються «західними сирійцями» або також «яковитами», на ім'я творця нехалкідонської церковної ієрархії в Антіохійській церкві - Якова Барадея.

## Історичний нарис

Север Антіохійський - основний богослов нехалкедонітської христології. Коптська ікона

Христологічні суперечки між антиохійською та олександрійською богословськими школами у V столітті призвели до скликання Ефеського (431), Другого Ефеського (449) та Халкідонського (451) соборів.. Рецепція результатів цих Соборів призвела до розколу східного християнства. Противники Халкедонського собору організували власні незалежні церковні ієрархії у Сирії та Єгипті, остаточно відокремившись від церкви Візантійської імперії до середини VI ст.. Після поділу візантійські імператори робили військові спроби придушення монофізитства та знищення нехалкедонітської церковної ієрархії. Ці заходи призвели до поглиблення розколу та гострого релігійного протистояння нехалкедонітів та мелькитів. Про репресії візантійської влади стосовно нехалкедонітів у VII столітті писав сиро-яковитський патріарх Михайло I (1166-1199):
«Він (імператор) віддав письмовий наказ усюди в імперії тим, хто не визнає Халкедонського собору, відрізати носи та вуха, а будинки їх мають бути зруйновані».
Церковний історик і патролог Іван Мейєндорф відзначав трагічні наслідки переслідувань нехалкідонітів:
«В даний час немає сумніву в тому, що військове придушення монофізитства в Єгипті та інших місцях, нав'язування халкедонської ієрархії за допомогою візантійської поліції, часті заслання справді популярних вождів єгипетської Церкви відіграли вирішальну роль у тому, що розкол набув характеру національного опору візантійському церковному та політичному владарюванню в Єгипті, Сирії та Вірменії.».
Крім силових методів подолання монофізитського розколу, влада Візантії робила спроби возз'єднання на основі богословського компромісу між нехалкедонітами та послідовниками Халкедонського собору. У 482 році імператор Зенон за згодою константинопольського патріарха Акакія опублікував формулу компромісу - Енотікон, покликаний примирити нехалкедонітів з Візантійською церквою. Александрійський патріарх-нехалкедоніт Петро Монг, який прийняв компроміс з халкедонітами, зіткнувся з широкою опозицією Енотікону серед чернецтва. Під тиском частини своєї церкви, налаштованої проти Енотікона, Петро Монг був змушений анафематствувати Халкедонський собор, а ініціатива примирення з нехалкедонітами призвела до розколу (484-519) Візантійської церкви з Римською церквою і зрештою не увінчалася успіхом.
У 530-х роках з ініціативи імператора Юстиніана I у Константинополі пройшли богословські дискусії з нехалкедонітами, у яких взяв участь їхній лідер – Севір Антіохійський. Ці переговори знову досягли мети возз'єднання двох традицій. Наступною спробою примирення з нехалкідонітами стало проголошення в 637 Константинопольським патріархом Сергієм від імені імператора Іраклія едикту «Ектесіс» про монофелітство і моноенергізм. Однак ця ініціатива знову не змогла подолати церковний розподіл. Арабські завоювання значно обмежили зв'язки нехалкедонітів з Візантією і привели до їхнього ізоляційного стану щодо християнського світу.

## Богослов'я нехалкедонітів

### Сакраментологія

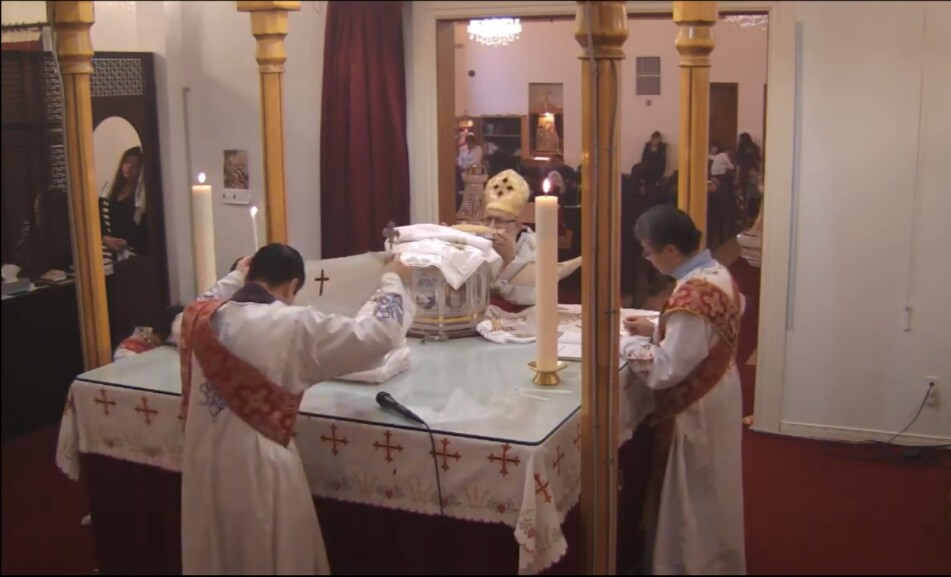
Божественна літургія у коптському храмі

Євхаристичне богослов'я та його розвиток у нехалкедонських церквах залишаються маловивченими. Найбільш висвітленим у науковій літературі є богослов'я таїнств Сиро-Яковитської церкви завдяки діяльності німецького католицького вченого Вільгельма де Вріса. Незважаючи на віровчительну єдність нехалкедонітів, у їхньому середовищі виникали богословські суперечки з питання таїнств. Так, у Середні віки відбувалися суперечки між вірменами та іншими нехалкедонітами з питань вірменської практики служити на нерозбавленому водою вині та використання опрісноків та квасного хліба для євхаристії. Також євхаристичні суперечки відбувалися у XI столітті між сирійцями та коптами з питання додавання олії та солі до євхаристичного хліба..

### Нехлакідонітська христологія

Схема християнської конфесійної систематики

Засновник нехалкідонітської христології Север Антіохійський (патріарх Антіохії (512—518)), представник александрійського богослов'я визнавав у Христі «єдину складну природу» (μία σύνθετος φύσις). При цьому Север допускав наявність у Христі Божественної та людської сутності (οὐσία), які можуть відрізнятися лише «умоглядно» (θεωρίᾳ). Дане вчення було тісно пов'язане з трьома основними христологічними формулами Севера, які він зводив до Кирила Александрійського: «єдиний Христос із двох природ» (ἐκ δύο φύσεων), «єдина природа Бога Слова втілена» (μία φύσις τοῦ Θεοῦ Λόγου σεσαρκωμένη) і «з'єднання природне» (ἕνωσις φυσική). Відсутність згадки цих формул у томосі папи римського Лева I та в оросі Халкедонського собору стала однією з головних причин їх неприйняття нехалкедонітами.
Відповідно до уявлень нехалкедонітів після Втілення дійсно існує лише «одна втілена природа Бога Слова» відповідно до відомої формули святителя Кирила Александрійського. Христологія Севера уникає говорити про дві природи Христа. Проте відкидання двох природ Севіром випливає з його понятійно-термінологічної системи: терміни «природа» (φύσις) і «іпостась» (ὑπόστασις) у севіріанській христології використовуються як взаємозамінні. Найкраще це видно з наступного фрагмента творів Севера: «якщо буде після з'єднання двох природ, тоді буде і дві іпостасі після з'єднання, якщо ж іпостась одна, то одна буде і природа». Несторіанська і монофізитська христологія стверджуючи тезу «немає природи без іпостасі» стикалися з дилемою: визнати дві природи і дві іпостасі або наполягаючи на одній іпостасі говорити і про одну природу. Таким чином, на думку своєчасного нехалкедонітського богослова В. Самуеля для нехалкедонітської христології визнати дві природи у Христі, фактично означає визнати несторіанську брехню про Христа у двох іпостасях. У ранніх роботах Север стверджував, що дифізитська термінологія не має підстави у святоотцівській традиції Церкви. Однак пізніше Север наводить дифізитські формули з праць Отців Церкви, таких як Афанасій Великий, Григорій Богослов і Кирило Александрійський, однак стверджує, що після несторіанського спору будь-які дифізитські вислови були відкинуті і повинні бути заборонені.
Міафізитська христологічна система Севера була прийнята у всіх нехалкедонських спільнотах, в тому числі в Вірменській апостольській церкві, незважаючи на анафематство Севера вірменами на Другому двинському соборі 554-555]  .

#### Питання про волі та дії Христа
Основою вчення міафізитських церков про дії Христа є богословська формула «єдина богомужня енергія» (μία θεανδρικὴ ἐνέργεια). Север Антіохійський критикував богословську позицію папи Льва I за його віднесення дій Христа до двох природ, що, на думку Севера, вводить два діючі початку і розділяє єдиного Спасителя. Север визнавав, що одні вчинки Христа можуть бути названі людськими (ходіння), інші божественними (зцілення хворих), проте ці дії здійснює єдиний втілений Логос, а чи не та чи інша природа.
Під час богословського діалогу з халкідонськими православними церквами богослови нехалкедонських церков підтвердили: 
«що нетварна божественна природа сповідається „з усіма [Її] властивостями та діями […], включаючи природну волю та природну енергію“. Так само було прийнято, що людська природа сповідається „з усіма її властивостями та діями, включаючи природну волю та природну енергію“».
Один із провідних нехалкідонських богословів XX століття, священик Маланкарської церкви В. Самюель  зазначав, що слова та справи Ісуса Христа були виразом єдиної втіленої іпостасі Бога-Слова. Це, однак, не означає, що воля та дія кожної з природ була поглинена іншою природою. Іпостась Христа утворилася зі з'єднання двох природ (божественної та людської), кожна з яких має свої власні характеристики. Оскільки ці властивості включають волю і дію, очевидно що вони були в єдиному Христі.

## Богослужіння нехалкедонітів

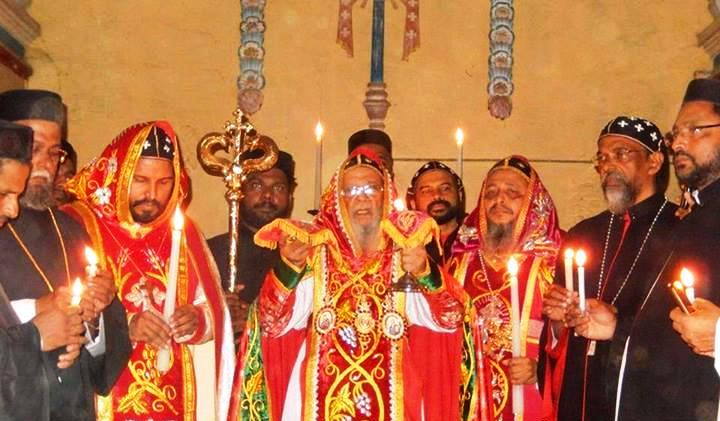
Богослужіння Сирійської яковитської церкви в Індії

У нехалкідонських церквах практикуються різні літургійні традиції та обряди: александрійський, вірменський, західно-сирійський. У богослужінні Сирійської яковитської та Маланкарської церков традиційно використовується західно-сирійський обряд та сирійська мова з використанням Святого Письма у сирійському перекладі – Пешітти. Коптська, Ефіопська та Еритрейська церкви використовують стародавній александрійський обряд. На богослужіння Коптської церкви сильний вплив справило чернецтво, коптська літургіка характеризується аскетичністю та слабким використанням гімнографії. Літургічною мовою Коптської церкви є коптська мова, також використовується арабська мова. В Ефіопській церкві богослужіння звершується мовою ґеез.
У ранній період в Вірменській церкві використовувалися грецька та сирійська мови, з V століття у зв'язку з перекладом Біблії та богослужбових текстів на вірменську мову богослужбова традиція Вірменської церкви стає самостійною. Літургія Вірменської церкви служить на вині, не розбавленому водою і прісному хлібі. Також однією з особливостей вірменської богослужбової традиції є наявність особливого обряду жертви подяки.
Одяг нехалкідонітського священства:
|                     |                    |                    |                     |                            |
| Сирійський патріарх | Сирійський єпископ | Коптський священик | Сирійський священик | Сирійський священик(монах) |

### Додаткова література
Англійською мовою
- Roberta C. Chesnut. Three Monophysite Christologies: Severus of Antioch, Philoxenus of Mabbug, and Jacob of Sarug. — Oxford : Oxford University Press, 1985. — 158 p. — ISBN 978-0198267126.
- Pope Shenouda III. The Nature of Christ. — Coptic Orthodox St Shenouda Monastery, 2017. — 50 p. — ISBN 978-0648123408.

Німецькою мовою
- Wilhelm de Vries. Sakramententheologie bei den Syrischen Monophysiten. — Rome, 1940.

Російською мовою
- В. А. Арутюнова-Фиданян. Полемика между халкидонитами и монофизитами и переписка патриарха Фотия // Вестник Православного Свято-Тихоновского гуманитарного университета. Серия 1: Богословие. Философия. — 2010. — № 2 (30) (12 червня). — С. 23—33.
- С. Н. Говорун. Севир Антиохийский о единой энергии и воле Христа // Церковь и время. — 2005. — № 3 (32) (12 червня). — С. 188—205.
- Ж.-К.Ларше. Исторические основания антихалкидонизма и монофизитства Армянской церкви (V—VIII вв.) / под редакцией иг. Дионисия (Шленова) // Богословский вестник. — 2008. — № 7 (12 червня). — С. 144—198.
- Э. Лаут. Севир Антиохийский: православный взгляд // Церковь и время. — 2005. — № 3 (32) (12 червня). — С. 174—187.
- И. Мейендорф. Единство империи и разделения христиан. Церковь в 450—680 гг. — Москва : Православный Свято-Тихоновский гуманитарный университет, 2012. — 550 с. — (Церковь в истории) — ISBN 978-5-7429-0415-1.
- А. А. Ремыга. Государственно-конфессиональные отношения нехалкидонитов на Ближнем Востоке: основные вызовы современности // Вестник Омского университета. Серия «Исторические науки». — 2017. — № 1 (13) (12 червня). — С. 77—81.

Французькою мовою
- J. Lebon. Le monophysisme sévérien. Étude historique, littéraire et théologique de la résistance monophysite au concile de Chalcédoine jusqu'à la constitution de l'Église jacobite. — Louvain, 1909.